# کوخلمیس
کوخلمیس (به آلمانی: Kuchelmiß) یک شهر در آلمان است که در Rostock District واقع شده‌است. کوخلمیس ۹۳۶ نفر جمعیت دارد.